# Fernando Robles
Fernando Robles (1897 Guanajuato, Mexiko – 1974 Guanajuato, Mexiko) byl mexický spisovatel románů z mexické historie.

## Dílo
- 1934 – La Virgen de los cristeros
- 1934 – El santo que asesinó
- 1935 – El amor es así
- 1940 – Sucedió ayer
- 1951 – Cuando el águila perdió sus alas
- 1957 – La estrella que no quiso vivir